# Tomentella italica
Tomentella italica är en svampart som först beskrevs av Pier Andrea Saccardo, och fick sitt nu gällande namn av M.J. Larsen 1967. Tomentella italica ingår i släktet Tomentella och familjen Thelephoraceae.  Artens status i Sverige är: Ej påträffad. Inga underarter finns listade i Catalogue of Life.